# Naver (håndværker)
 For alternative betydninger, se Naver. (Se også artikler, som begynder med Naver)
Naver er en forkortelse for skandinaver, som bruges om håndværkere fra Skandinavien, der drager på valsen.
En naver drager rundt i Europa og laver forefaldende arbejde inden for sit fag.
Især i 1800-tallet og 1900-tallet rejste håndværkersvende ud for for at dygtiggøre sig.
Traditionelt var mestre inden for faget i andre lande forpligtet til at tilbyde arbejde eller et måltid mad til naveren. Der findes regler og traditioner for navere på valsen, blandt andet må en naver kun opholde sig samme sted i seks måneder. I alt var en naver normalt på vandring i 3 år for at opnå en fuldstændig uddannelse som forudsætning for bl.a. selv at kunne blive mester. Han måtte have en vandrebog som adkomst over for myndighederne, hvor han kom frem.
Navertraditionen findes stadig, især inden for tømrerfaget i Tyskland og Schweiz.
Danmark er det skandinaviske land, hvorfra der kom flest navere, der gik på valsen i især Tyskland. Den største danske naverklub ligger i Helsingør, stiftet 1919 og med omkring halvandet hundrede medlemmer (2020). En anden stor naverklub ligger i Aalborg.

## Navergryde
Navergryde er en mørbradgryde med cocktailpølser, bacon og kartoffelmos. Retten blev i 2013 kåret som egnsret af den lokale avis i Helsingør. Retten er næppe særlig gammel, og der er ikke belæg for dens tilknytning til navertraditionen.